# Ștefan Greceanu
Ștefan Greceanu (n. secolul al XX-lea – d. anii 1950) a fost un pilot român de aviație, as al Aviației Române din cel de-al Doilea Război Mondial.
Adjutantul stagiar (r) Ștefan Greceanu a fost decorat cu Ordinul Virtutea Aeronautică de război cu spade, clasa Crucea de Aur cu 2 barete (11 octombrie 1941) „pentru eroismul dovedit de la începutul războiului și până astăzi, în 14 lupte aeriene, doborând cinci avioane inamice” și clasa Cavaler (4 noiembrie 1941) „pentru eroismul dovedit în luptele aeriene de la Rezeni, Grigoriopo[l], Hagibei, Jeporovka și Odessa, având cinci victorii aeriene. Pentru curajul arătat în cele 78 misiuni pe front”.

## Decorații
- Ordinul „Virtutea Aeronautică” de Război cu spade, clasa Crucea de Aur cu 2 barete (11 octombrie 1941)[1]
- Ordinul „Virtutea Aeronautică” de Război cu spade, clasa Cavaler (4 noiembrie 1941)[2]